# Avilius d'Alexandrie
Avilius d'Alexandrie, également connu sous les noms d'Abilius, Sabellius, Abylius, Abitius, Milius et Melyos (? – 95/98 apr. J.-C.), est le 3e patriarche d'Alexandrie.

## Contexte
Après la mort d'Anianus d'Alexandrie, les évêques suffragants et les prêtres de la région se rassemblent à Alexandrie et unanimement élisent Avilius dans le mois de Khoiak, de l'an 83. Pendant son patriarcat règne l'empereur romain Domitien.
Avilius était connu pour sa chasteté étant pieux et « attentionné envers le peuple du Christ  ». Il poursuit la conversion du peuple à la foi et sous son administration le nombre de chrétiens  s'accroit en  Égypte, en Cyrénaïque et au Soudan. À cette époque le peuple égyptien commence à renoncer au culte des idoles et pratique le christianisme en groupe, bien que la religion officielle de l'Égypte demeure le paganisme pratiqué dans l'Empire romain. L'époque n'en demeure pas moins une période de paix pour l'Église. 
Selon le Synaxaire copte, il dirige son Église pendant 12 années et meurt  le 1er jour de Thout  de l'année 98. Avilius est inhumé près des restes de saint Marc l'Évangéliste dans l'église de Baucalis (en) à Alexandrie.
Pour Eusèbe de Césarée, il gouverne son Église 13 ans et meurt dans la première année de Trajan soit en 98. Le Martyrologe romain le fête le 22 février, tandis que pour l'Église copte orthodoxe c'est le 29 mars et le 29 août.  

## Source
- (en) Cet article est partiellement ou en totalité issu de l’article de Wikipédia en anglais intitulé « Pope Avilius of Alexandria » (voir la liste des auteurs).